# Reichskammergerichtsvisitation
Als Reichskammergerichtsvisitation bezeichnet man die jährlich vorgesehene Evaluierung des Reichskammergerichtes durch Vertreter der Reichsstände und des Kaisers.

## Geschichte
Bereits bei der Gründung des Reichskammergerichtes wurde die Notwendigkeit der Überprüfung der Arbeit des Gerichtes gesehen und man übertrug diese Aufgabe dem Reichsregiment und nach dessen Ende dem Reichstag. Auf dem Reichstag von Konstanz im Jahr 1507 wurde beschlossen, dass am Ende eines jeden Jahres eine Rechnungsprüfung in Bezug auf die Finanzierung des Gerichtes stattfinden sollte. Die Kommission, anfangs bestehend aus dem König, einem Kurfürsten und einem Fürsten bzw. deren Räten, wurde erstmals in den Beschlüssen des Reichstag von 1521 mit dem Namen Visitation bezeichnet. Wichtigste Aufgabe dieser Kommission war die Sicherung der Finanzierung des Gerichtes und:

„das keiserlich cammergericht an personen, vom obristen biß zum undertsen, und sonst in allen andern mengein und gebrechen zu visitiren und zum besten ihres gutbedünckens zu corrigiren und reformiren.“

Grundlage der Visitation war die Befragung der zu visitierenden Personen und Erforschung von Mängeln und Problemen und die Abstellung dieser im gemeinsamen Konsens.
Rechtsgrundlagen der Visitationen waren die Reichskammergerichtsordnung von 1555, der Jüngste Reichsabschied von 1654 und seit Kaiser Karl VII. die entsprechenden Wahlkapitulationen und weitere Reichsgesetze.
Unterschieden wurden die Visitation in ordentliche und außerordentliche, wobei die Zusammensetzung der ordentlichen Visitationen den Vorgaben der Reichsgesetze entsprach. Außerordentliche Visitationen wurden durch den Reichstag beschlossen und die Zusammensetzung konnte durch den Reichstag frei gewählt werden. Die erste Visitation fand im Jahr 1507 statt. Im weiteren Verlauf des 16. Jahrhunderts fanden Visitation dann regelmäßig statt. Neben der Überfrachtung der Aufgaben der Visitationen führten auch religiöse Differenzen dazu, dass die ordentlichen Visitationen im Jahr 1588 endeten. Seitdem wurden Visitationen nur noch sporadisch durchgeführt. Im 18. Jahrhundert wurden insgesamt nur zwei Visitationen in den Jahren von 1708 bis 1713 (Erste Wetzlarer Visitation) und von 1767 bis 1776 (Zweite Wetzlarer Visitation) durchgeführt. Diese letzte Visitation wurde gleichwohl nach über 1000 Sitzungen ohne einen Beschluss beziehungsweise Abschied aufgelöst.
Die Zweite Wetzlarer Visitation war Teil des großangelegten Reformprogramms Joseph II., das u. a. das Ziel hatte, die Reichsinstitutionen zukunftsfähig zu gestalten und speziell die seit dem Siebenjährigen Krieg zugespitzte Krise der Reichsjustiz zu beenden.
Neben der eigentlichen Überwachungsfunktion hatten die Visitationen auch eine rechtsprechende Funktion. Denn neben dem Rekurs zum Reichstag, war es seit 1530 den Reichsständen und seit 1570 jeder Partei möglich sich bei einer Visitation zu beschweren, wenn ihnen das Gericht ohngebührlich […] begegnet were. Das heißt die Visitation musste auch die in Revision gegangenen Prozesse abarbeiten, was die Visitationen stark verzögerte und ein weiterer Grund für das Ende der ordentlichen Visitationen war.

## Zusammensetzung der Visitationskommission
Die Visitatoren waren die Vertreter verschiedener Reichsstände und repräsentierten in der Visitationskommission das gesamte Reich.
Die Kommissare des Kaisers vertraten diesen und waren damit Träger der kaiserlichen Autorität. Sie erhielten genaue Instruktionen vom Kaiser, die genaue Handlungsanweisungen enthielten und ihre Entscheidungsfreiheit beschrieben. Als kaiserliche Kommissare wurden Landvögte, Mitglieder der erbländischen Regierungen, königliche Hofräte und Geheime Räte sowie Mitglieder des Hofstaates, aber auch Angehörige des Reichskammergerichts herangezogen. Entscheidend hierbei waren ihre juristischen Qualifikationen und Erfahrungen mit Visitationen. Es lässt sich feststellen, dass es sich immer um eine hochadelige weltliche oder geistliche Persönlichkeit und ein bis zwei bürgerliche Juristen handelte.
Die Reichsstände, die zur Visitation abgeordnet waren, waren dazu verpflichtet, gemeinsam eine Delegation zu entsenden, die aus reichsständischen Subdelegierten – die paritätisch aus beiden Religionen besetzt waren –, einem Sekretär und einem Kanzlisten bestand. An der letzten Visitation von 1767 bis 1776 waren 70 Reichsstände beteiligt, die insgesamt 24 Delegierte entsandten.

## Ablauf der Visitationen
Vor Beginn der Visitation erließ der Mainzer Erzbischof in seiner Funktion als Reichserzkanzler Ladungen an die Reichsstände. Und vor oder während der Visitation verschickte dieser als Memoriale bezeichnete Bitten an den Kammerrichter, ihm Unterlagen wie z. B. Statistiken vorzubereiten und zu bestimmten Vorgängen am Reichskammergericht Stellung zu beziehen. Darin enthalten sind auch Mahnungen, beschlossene Vorgaben aus vorhergehenden Visitationsabschieden umzusetzen. Von den Reichsständen wurden Vollmachten ausgestellt, dass die von ihnen bestimmten Kommissare und Visitatoren berechtigt sind, an der Visitation teilzunehmen. Diese Vollmachten wurden durch die vom Mainzer Erzbischof bestimmten Visitatoren genau geprüft.
Der Auftrag sah dazu vor, dass alle am Gericht tätigen Personen vom Reichskammergerichtsboten bis zum Kammerrichter geheim zu haltende Befragungen unterzogen werden sollten, um Probleme, insbesondere im Hinblick auf die Amtsführung der Assessoren identifizieren zu können. Zusätzlich zu diesen Befragungen gab es Beratungen der Visitationsdelegierten untereinander. Diese Beratungen wurden in der Regel dreimal pro Woche abgehalten. Die Delegierten gaben dabei ihre Voten in ständisch-hierarchischer Ordnung nach dem Konsensprinzip ab.
Die Ergebnisse der Visitationen wurden in sogenannten Visitationsabschieden niedergelegt. Diese Abschiede wurden dem Reichstag vorgelegt, der über diese weiter zu beraten hatte. In einigen Jahren wurden keine Abschiede verfasst, sondern die Visitation nur in Memoralien festgehalten. Die aus den Abschieden bzw. Memoralien abgeleiteten Reichsabschiede galten als verbindlich.